# Osso sesamoide
Ossos sesamoides são pequenos nódulos ossificados inseridos nos tendões, que lhes fornecem apoio extra e reduzem a pressão sobre os restantes tecidos. Existem vários ossos sesamoides em vários locais do corpo, como a “palma” da mão ou as bases dos dedos, cujo número varia aleatoriamente.
São ossos que se desenvolvem em alguns tendões sendo encontrados nos lugares onde os tendões cruzam as extremidades dos ossos longos nos membros; eles protegem os tendões do desgaste excessivo e frequentemente modificam o ângulo dos tendões em sua passagem até à inserção.
A denominação "sesamoide" vem da semelhança no formato e nas dimensões desses ossos com a semente de sésamo[carece de fontes?].

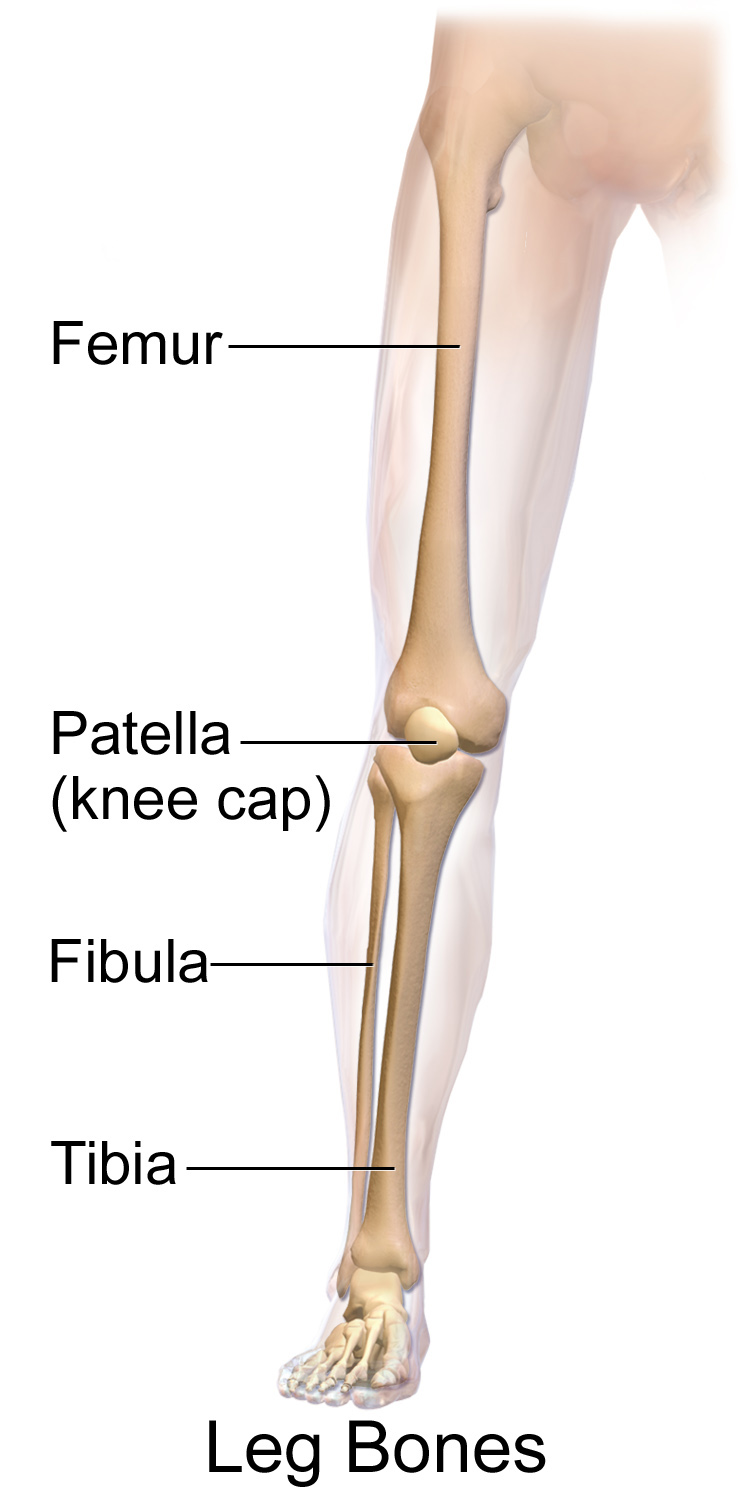
Ossos da perna direita (membro inferior) de ser humano: fêmur, patela, fíbula e tíbia. A patela é o maior osso sesamoide do corpo humano.